# Ruel Fox
Ruel Adrian Fox (né le 14 janvier 1968 à Ipswich) est un footballeur et entraîneur de nationalité anglaise et montserratienne. Il est actuellement le propriétaire du club anglais de Whitton United (en).

## Biographie
Ruel Fox joue 7 matchs en Coupe de l'UEFA (avec Norwich, Newcastle et Tottenham).